# Мафра (Санта-Катарина)
Мафра (порт. Mafra) — муниципалитет в Бразилии, входит в штат Санта-Катарина. Составная часть мезорегиона Север штата Санта-Катарина. Входит в экономико-статистический  микрорегион Каноиньяс. Население составляет 52 082 человека на 2006 год. Занимает площадь 1404,2 км². Плотность населения — 37,1 чел./км².

## История
Город основан 8 сентября 1917 года.

## Статистика
- Валовой внутренний продукт на 2003 составляет 524.019.656,00 реалов (данные: Бразильский институт географии и статистики).
- Валовой внутренний продукт на душу населения на 2003 составляет 10.254,79 реалов (данные: Бразильский институт географии и статистики).
- Индекс развития человеческого потенциала на 2000 составляет 0,788 (данные: Программа развития ООН).

## География

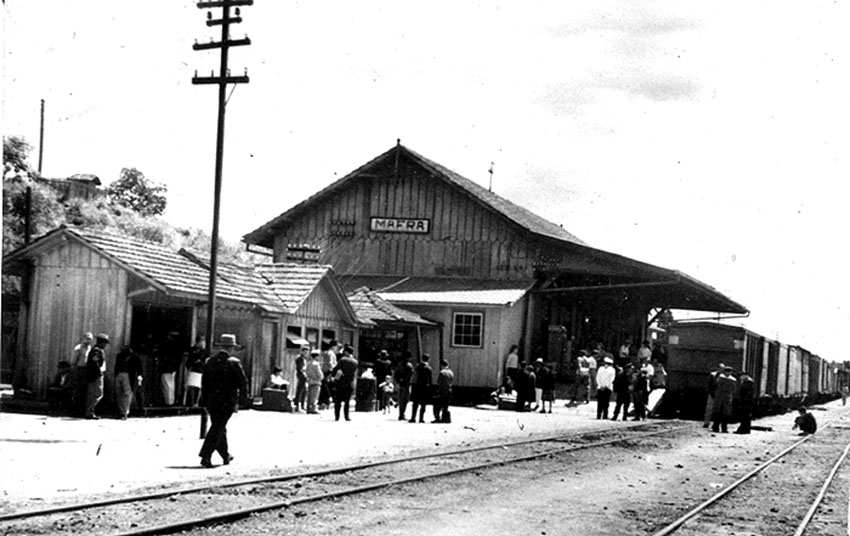
Мафра в 1920-е годы

Климат местности субтропический.